# Jiří Richter (brankář)
Jiří Richter (* 14. března 1964) je bývalý český fotbalový brankář.

## Fotbalová kariéra
V československé fotbalové lize hrál za RH Cheb, Baník Ostrava a SK Sigma Olomouc. Nastoupil celkem ve 40 ligových utkáních. V nižší soutěži hrál za TJ VOKD Poruba.

## Ligová bilance
| Ročník                                   | Zápasy | Góly | Klub             |
| ---------------------------------------- | ------ | ---- | ---------------- |
| 1. československá fotbalová liga 1984/85 | 27     | 0    | RH Cheb          |
| 1. československá fotbalová liga 1986/87 | 2      | 0    | Baník Ostrava    |
| 1. československá fotbalová liga 1988/89 | 2      | 0    | Baník Ostrava    |
| 1. československá fotbalová liga 1989/90 | 7      | 0    | SK Sigma Olomouc |
| 1. československá fotbalová liga 1990/91 | 2      | 0    | SK Sigma Olomouc |
| CELKEM                                   | 40     | 0    |                  |